# Elkton (Minnesota)
Elkton – miasto w Stanach Zjednoczonych, w stanie Minnesota, w hrabstwie Mower.